# Шегнанда
Шегнанда (Лабзиха) — река в России, протекает в Северобайкальском районе Бурятии. Впадает в озеро Байкал.

## География
Длина реки составляет 67 км. Берёт начало на водоразделе Баргузинского хребта на высоте около 2000 м и течёт на северо-запад.
Крупные поселения на берегах реки отсутствуют. Севернее устья, у берега Байкала, располагается зимовье. К югу от устья начинается территория Баргузинского заповедника, не охватывая бассейн Шегнанды. Граница идёт по левому берегу реки, не доходя притока Куркавки поворачивает на юго-восток и далее в глубь материка по водоразделу с бассейнами Иринды, Урбукана и Кабаньей.
Река с востока впадает в озеро Байкал. Протекает преимущественно в гористой местности, устье низменное. Климат резко континентальный.

## Основные притоки
(расстояние от устья)
- 46 км — река Верхняя Слюдянка (правый)[2]
- 37 км — река Кадаун (левый)[2]
- 19 км — река Нижняя Слюдянка (правый)[2]
- 18 км — река Амнундакан (левый)[2]
- 13 км — река Куркавка (левый)[2]

## Данные водного реестра
По данным государственного водного реестра России и геоинформационной системы водохозяйственного районирования территории РФ, подготовленной Федеральным агентством водных ресурсов:
- Бассейновый округ — Ангаро-Байкальский
- Речной бассейн — бассейны малых и средних притоков средней и северной части озера Байкал
- Речной подбассейн — отсутствует
- Водохозяйственный участок — бассейны рек средней и северной части озера Байкал от восточной границы бассейна реки Ангары до северо-западной границы бассейна реки Баргузин.

## Топографическая карта
- Лист карты N-49-40 р Куркавка. Масштаб: 1 : 100 000. Состояние местности на 1983 год. Издание 1988 г.
- Лист карты N-49-41 р Кадаун. Масштаб: 1 : 100 000. Издание 1967 г.